# Lista de telenovelas e séries da Televisa

Atual logotipo da Televisa, em uso desde 2016.

A Televisa é uma cadeia de redes de televisão mexicana fundada em 1951 por Emilio Azcárraga Jean. Anteriormente conhecida como Televisión Independiente de México e Telesistema Mexicano, possui quatro emissoras: FOROtv, Canal 5, Gala TV e Las Estrellas. A última é responsável pela exibição das produções de teledramaturgia desde 1958.
Senda prohibida, dirigida por Rafael Banquells, foi a primeira telenovela produzida pela rede, que teve 30 capítulos e conquistou um grande êxito. Dessa forma, investiram em folhetins originais e, com o início da década de 1960, decidiram escrever mais de vinte telenovelas em apenas um ano. Os índices marcados pelo share foram satisfatórios e continuaram com o projeto. Com a chegada da televisão a cores, El amor tiene cara de mujer foi escrita em 1971 e teve 760 capítulos, sendo a telenovela de maior duração da rede. Ainda, a Televisa fez parcerias com emissoras de outros países, como a Venevisión, a qual permitiu a adaptação de folhetins venezuelanos, o SBT, que exibiu algumas obras e produziu refilmagens brasileiras com base em textos mexicanos, e ainda a RecordTV, a qual co-financiou as tramas Bela, a Feia e Rebelde com a emissora.
Na década de 1980, a rede deu prioridade aos roteiros venezuelanos e cubanos de Inés Rodena e Caridad Bravo Adams. Mais tarde, telenovelas infantis começaram a ser produzidas, tais como Carrusel, Alcanzar una estrella e Azul. A cantora Thalía, ainda, protagonizou a Trilogía de las Marías, original de Rodena, a qual inclui María Mercedes, Marimar e María la del Barrio. Esta última é a novela mais vendida do mundo e foi adaptada nas Filipinas. Assim, a Televisa voltou a investir em textos para crianças e adolescentes com Luz Clarita, Gotita de amor, El niño que vino del mar, El diario de Daniela, Serafín, Carita de Ángel,       
Maria Belén,      ¡Vivan los niños!, Cómplices al Rescate, Alegrijes y rebujos, De pocas, pocas pulgas, Clase 406, Amy, la niña de la mochila azul, Pablo y Andrea , Rebelde e Lola, érase una vez. 
A partir da década de 2000, a emissora aposta na produção de refilmagens dos seus folhetins clássicos, além de textos argentinos e colombianos, tais como em Cuidado con el ángel, Sortilégio, Lola, érase una vez e Corazón salvaje. Em 2012, começou a utilizar o sistema de alta definição em Por ella soy Eva.